# Chile en la clasificación de Conmebol para la Copa Mundial de Fútbol de 2014
La Selección de fútbol de Chile fue una de las nueve selecciones nacionales que participaron en la clasificación de Conmebol para la Copa Mundial de Fútbol de 2014, en la que se definieron los representantes de la Conmebol para la Copa Mundial de Fútbol de 2014 que se desarrolló en Brasil.
La etapa preliminar se jugó en América del Sur, desde el 7 de octubre de 2011 al 15 de octubre de 2013. Se jugaron 16 fechas con el formato de todos contra todos, con partidos de ida y vuelta.
El torneo definió cinco equipos que representaron a la Confederación Sudamericana de Fútbol en la Copa Mundial de Fútbol. Los cuatro mejor posicionados se clasificaron directamente al mundial, mientras que el quinto, Uruguay, jugó un partido de repesca intercontinental frente a Jordania.
El seleccionado chileno logró clasificar el 15 de octubre de 2013, en la última fecha, al Mundial de Fútbol 2014. Participaron treinta futbolistas, dirigidos por el entrenador argentino Jorge Sampaoli, quien reemplazó al entrenador Claudio Borghi, con sus malos resultados obtenidos en 2011 y 2012.

## Previa y preparación
Chile tras su participación en la Copa Mundial de Fútbol de 2010, comenzó la Elección presidencial de la ANFP de 2010, para elegir al presidente de la Asociación de Fútbol Profesional (ANFP) durante el 2011 y 2015. La elección se realizó el 4 de noviembre donde fue elegido Jorge Segovia, dirigente español, derrotando al anterior presidente Harold Mayne-Nicholls. Marcelo Bielsa, entrenador de la selección chilena admitió que se podría ir de la Roja por indiferencias entre él y los dirigentes a favor de Segovia, pero el 22 de noviembre, el directorio de Mayne-Nicholls da a conocer una resolución en la que sorprendentemente inhabilita a Segovia para asumir el cargo.
Luego, se hizo una elección nuevamente donde es elegido Sergio Jadue el 7 de enero de 2011, relevando a Segovia como segundo vicepresidente. Luego, Chile juega un amistoso ante Estados Unidos en Carson, en el 22 de enero, empatando 1-1. Luego de eso, Bielsa renunció al cargo de director técnico de la selección chilena en febrero del mismo año, aludiendo diferencias irreconciliables con Jadue. Luego Bielsa es reemplazado por el técnico argentino Claudio Borghi.
Tras la llegada de Borghi a la selección, realiza 2 amistosos en marzo ante Portugal y Colombia. El primero se jugó ante Portugal en el 26 de marzo, en Leiría, Portugal. Chile empata 1-1 con golazo de Matías Fernández. El segundo partido ante Colombia se jugó en La Haya, en el 29 de marzo. Chile ganó 2-0 con goles de Fernández y de Jean Beausejour.
En junio, comenzó la preparación para la Copa América 2011. Chile jugó dos amistosos previos, ante la República de Estonia y Paraguay. El primer partido se jugó en Santiago ante Estonia, en el 19 de junio, donde Chile ganó 4-0 con goles de Matías Fernández, Waldo Ponce, Alexis Sánchez y Humberto Suazo. El segundo partido, ante Paraguay se jugó en Asunción, en el 23 de junio, empatando 0-0.
En plena Copa América realizada en Argentina, Chile fue ubicado en el grupo B, ante México, Perú y Uruguay. Debutó ante México, un equipo que llegó al torneo con equipo sub-22, en el 4 de julio, ganando 2-1 con goles de Arturo Vidal y Esteban Paredes. Luego jugó ante Uruguay, empatando 1-1 con gol de Alexis Sánchez. Después jugó ante Perú con equipo suplente, donde ganó Chile con autogol de André Carrillo en el minuto 90+2.
En cuartos de final, los principales favoritos a ganar la copa fueron eliminados (Argentina, Brasil y Colombia) a excepción de Chile y Uruguay. Chile se enfrentó a una Venezuela joven y experimental, la cual logró dar la sorpresa al ganarle a Chile 2-1 con goles de Oswaldo Vizcarrondo y de Gabriel Cichero. El descuento chileno fue de Humberto Suazo, finalizando su regular campaña en la Copa América.

## Proceso de clasificación

#### 2011
Chile comenzaría su clasificatoria visitando a Argentina en Buenos Aires. Borghi sacó del equipo a Ismael Fuentes, Marco Estrada y a Rodrigo Millar, quienes fueron mundialistas el año pasado en Sudáfrica. Al segundo lo sacó por indisciplina, donde tras un partido ante México en Barcelona el 6 de septiembre, el cuerpo técnico le dio la noche libre a los jugadores, hasta las 3 de la madrugada. Sin embargo, Estrada y Fabián Orellana no hicieron caso, por lo cual Borghi consideró aquello como una "indisciplina", haciendo que este no los volviera a convocar hasta el fin de su mandato con la Roja. Estrada no volvió a la selección tras la salida de Borghi, pero Orellana volvió a la Roja tras la llegada de Jorge Sampaoli en 2013 y posteriormente tras las llegadas de Juan Antonio Pizzi, Reinaldo Rueda y Martín Lasarte.
Luego, el 4 de octubre, los jugadores Jorge Valdivia y Jean Beausejour fueron acusados, por periodistas del diario El Mercurio de haber entrado al local Tavelli en estado de ebriedad junto a 3 hombres más, y que en ese lugar "volaron" zapatos, y hubo muchos gritos molestando a los clientes del local. Valdivia negaría lo sucedido horas después. En el 7 de octubre se jugó el encuentro, donde ganó Argentina por 4-1 con goles de Lionel Messi y un triplete de Gonzalo Higuaín. El descuento fue parte de Matías Fernández.
El 11 de octubre, Chile recibiría a Perú, donde Chile ganó 4-2 con goles de Waldo Ponce, Eduardo Vargas, Gary Medel y de Humberto Suazo. Los 2 goles de Perú fueron de Claudio Pizarro y de Jefferson Farfán.
Luego el 8 de noviembre a 3 días de la tercera fecha ante Uruguay, exactamente a las 15:00 de la tarde en una iglesia en Los Trapenses, Jorge Valdivia bautizó a sus dos hijas, de la cual invitó a gran parte del plantel de la selección chilena. Ya que todos tenían permiso y tenían que estar cenando en la concentración a las 22:00 horas. En la ceremonia aparte de Jorge Valdivia llegaron el preparador físico Hernán Torres, los jugadores Pablo Contreras, Jean Beausejour, Arturo Vidal, Gonzalo Jara y Carlos Carmona. A las 18:30 Hernán Torres y Pablo Contreras se fueron del hogar y resto siguió en la fiesta. Contreras y Vidal siguieron siendo nominados por Borghi, el primero por no estar en el incidente y el segundo por dar disculpas públicas.
Luego el presidente de la ANFP, Sergio Jadue se iba a encontrar en ese día en la noche llegó a Pinto Durán. Ingresó a la oficina de Claudio Borghi, donde en 20 minutos explicó que había marginado a los 5 jugadores por llegar 45 minutos tarde y bajo la influencia del alcohol a la concentración, además de que los jugadores estaban en un estado "indefendible" y "inadecuado" para ser seleccionado nacional. Este hecho fue conocido como "Bautizazo" por la prensa chilena.
Los 5 jugadores admitieron haber estado en el bautizo, pero negaron estar bajo la influencia del alcohol al llegar a la concentración. Esto provocó una gran caída a la selección, ya que cayó 4-0 ante los uruguayos, con póker de Luis Suárez, catalogándolo como un hecho bochornoso. Luego Chile recibió a Paraguay el 15 de noviembre, ganando 2-0 con goles de Pablo Contreras quien no había sido castigado por no llegar bajo la influencia del alcohol, y de Matías Campos Toro.
Chile luego jugaría 5 partidos previos a la próxima doble fecha, jugó 2 partidos ante Paraguay, ganando el primero por 3-2 y perdiendo el segundo por 0-2, luego jugó ante Ghana empatando 1-1, luego jugó la Copa del Pacífico 2012 ganándole a Perú los 2 partidos, en Arica por 3-1 y en Tacna por 3-0.

#### 2012
Regresando a la clasificatoria, Chile jugó ante Bolivia en La Paz, el 2 de junio, ganando 2-0 con goles de Charles Aránguiz y de Arturo Vidal. Luego jugaría ante Venezuela en Puerto La Cruz el 9 de junio, donde hasta el minuto 84 iba empatando 0-0, pero ganó 2-0 con goles de Matías Fernández y de Charles Aránguiz, quedando parcialmente puntero de las clasificatorias, haciendo esta hazaña por primera vez en su historia.
El 15 de agosto Chile jugó un amistoso ante Ecuador en Nueva York, donde cayó estrepitosamente por 0-3 con goles de Narciso Mina, Jaime Ayoví y de Jefferson Montero.
Luego el 11 de septiembre, Chile jugó de local ante Colombia donde a pesar de la expulsión de Gary Medel, comenzó ganando 1-0 con gol de Matías Fernández, y en los últimos 35 minutos Colombia revierte el resultado con goles de James Rodríguez, Radamel Falcao y de Teófilo Gutiérrez. Chile quedaba en repechaje parcialmente.
Después Chile visitaría a Ecuador en Quito, el 12 de octubre, donde Chile comenzó ganando con autogol de Juan Carlos Paredes, pero Ecuador revirtió el resultado al igual que Colombia, con doblete de Felipe Caicedo y un gol de Segundo Alejandro Castillo. Chile terminó con 9 jugadores tras las expulsiones de Pablo Contreras (quien al ser sancionado no volvió a ser nominado) y de Arturo Vidal. A pesar de la derrota, Chile terminaba la primera ronda en repechaje, pero dejaba a Claudio Borghi a punto de ser despedido por sus constantes derrotas.
El 16 de octubre Chile recibía a Argentina, quien era el mejor equipo de la clasificatoria hasta ese momento, pero Chile comenzó en los primeros 20 minutos con 2 intentos claros de Sebastián Pinto y uno de Mark González, pero a pesar de eso, Argentina se puso adelante en los próximos 10 minutos con goles de Messi y de Higuaín. Chile obtuvo el descuento por medio de Felipe Gutiérrez en el minuto 90+1. Chile quedó en ese momento fuera de clasificación.
Borghi quedaba con números muy negativos, quedando al borde de ser despedido, su última opción para quedarse fue en el partido amistoso ante Serbia, un equipo modesto europeo, el cual dio la sorpresa al ganarle a Chile 3-1. Vidal fue expulsado nuevamente, dando claro la indisciplina en la selección. Borghi tras el partido, fue cesado de sus funciones. 
El 3 de diciembre, Jorge Sampaoli, exdirector técnico de la Universidad de Chile quien fue el entrenador más exitoso en la historia del club con 3 títulos nacionales y una Copa Sudamericana, fue presentado oficialmente como director técnico de la selección chilena, con el objetivo principal clasificar a la Copa Mundial de Fútbol de 2014. Ese mismo día viajó a Europa con el objetivo de conversar con varias figuras chilenas, entre ellos Claudio Bravo, Arturo Vidal y David Pizarro, este último con el fin de convencerlo a regresar a su selección. También intentó volver a contar con los servicios de Fabián Orellana y Jorge Valdivia, donde el primero fue marginado de la Roja tras tener un incidente en Barcelona con Marco Estrada, y el segundo por ser marginado de la selección en el proceso anterior (que dirigió Claudio Borghi) en el conocido caso "Bautizazo".

#### 2013
Chile con Sampaoli jugó 2 amistosos de preparación, uno contra Haití el cual ganó por 3-0 y otro ante Egipto, ganando 2-1. También disputó un partido no oficial contra la selección de Senegal en La Serena el cual ganó Chile por 2-1. 
Chile iniciaría las clasificatorias del año 2013 el 22 de marzo visitando a Perú en Lima, donde volvió a ser convocado Rodrigo Millar tras la Copa América 2011, y no fueron tomados en cuenta Humberto Suazo ni Pablo Contreras, y Chile demostró superando en la cancha a Perú el primer tiempo, donde no fue pitado un penal claro a favor de Chile y hubo intentos mayoritarios de Chile por medio de Alexis Sánchez, y un tiro al travesaño de Marcos González, el jugador más alto de Chile, pero Perú en el segundo tiempo superó por poco a Chile con varios tiros al arco por parte de Claudio Pizarro, y Chile remató de contraataque con un intento claro de Nicolás Castillo (quien debutaba con la Roja), pero en el minuto 87 tras una bicicleta fallida de Junior Fernandes el peruano Yoshimar Yotún la recupera dándole un pase filtrado a Jefferson Farfán donde anota tras un rebote por parte de la defensa chilena, Luego en el minuto 90+2 Alexis Sánchez es amonestado, donde es sancionado para el próximo partido. Finalmente Chile termina perdiendo finalmente 0-1, quedando fuera del mundial parcialmente por diferencia de goles (Venezuela 12, -4) y (Chile 12, -5). 
El 26 de marzo recibiría a Uruguay, donde Chile ganó 2-0 con goles de Esteban Paredes y de Eduardo Vargas. También Chile se convirtió en el primer equipo en dejar parcialmente a Uruguay fuera de los 5 primeros en la clasificatoria. Chile quedó cuarto parcialmente tras tener más goles que Venezuela, ya que Venezuela le ganó a Colombia, obteniendo los mismos puntos que Chile y la misma diferencia de goles, pero los goles eran menos: (Venezuela: 9, Chile: 16). 
Luego Chile visitaría a Paraguay en Asunción el 7 de junio, un rival que con solo perder lo dejaría sin mundial, finalmente Chile ganó por 2-1 con un golazo de Eduardo Vargas y otro gol de Arturo Vidal, mientras que el descuento fue de Roque Santa Cruz. Chile con esta victoria, haría una hazaña histórica, al dejar fuera a Paraguay quien llevaba una racha de ir a 4 mundiales consecutivos, y éste solamente había sido eliminado de una clasificatoria a un mundial por Brasil en 1978 y Chile en 1982 y 2014, posteriormente por una Venezuela eliminada en 2018 y nuevamente por una Brasil clasificada en 2022. 
Chile recibió a Bolivia el 11 de junio, triunfando por 3-1 con goles de Eduardo Vargas, Alexis Sánchez y de Arturo Vidal. Luego Chile volvería a ser local, esta vez recibiendo a Venezuela el 6 de septiembre, ganando nuevamente por 3-0, con goles de Vargas, Marcos González y de Vidal, estando a 2 puntos de clasificar directo al Mundial. 
En la fecha 17, Chile visitó a Colombia en Barranquilla, el 11 de octubre, donde Chile comenzó ganando increíblemente por goleada, tras un gol de penal de Vidal en el minuto 19 y un doblete de Alexis Sánchez en los minutos 22 y 29, manteniendo este resultado hasta el final del primer tiempo. Con la victoria de Ecuador 1-0 frente a Uruguay, Colombia se clasificaba directamente al mundial, pero desesperadamente se quería salvar de una goleada. El técnico Jorge Sampaoli, retira a los 2 de los mejores jugadores de la cancha, Jorge Valdivia y Mauricio Isla por Jean Beausejour y José Rojas en los minutos 52 y 60 respectivamente.
En el minuto 64, Carlos Carmona es sancionado por una falta inexistente sobre Teófilo Gutiérrez, y 1 minuto después Carmona se barre para evitar que la pelota llegue al arco chileno, y el balón llega a la mano de él, y es expulsado. En ese entonces, Eduardo Vargas, otra de las figuras de Chile es cambiado por Francisco Silva. Luego, Teófilo Gutiérrez anotaría el descuento para Colombia aprovechando un error de José Rojas, y en el minuto 74 se cobra penal polémico en contra, ya que apenas hubo un roce de Francisco Silva, El penal es ejecutado por Radamel Falcao dando el 2-3. y finalmente en el minuto 84 es decretado otro penal a favor de Colombia tras una falta de Claudio Bravo sobre James Rodríguez en el área. el cual es nuevamente ejecutado por Falcao, empatando el partido agónicamente. Chile con ese punto, acababa cuarto por diferencia de goles con 25 puntos, pero ya estaba matemáticamente clasificado, a una excepción de que Uruguay goleara por 5 o más goles a Argentina o que Uruguay ganase y Chile perdiese por 4 o más goles. 
Chile terminaría su clasificatoria recibiendo a Ecuador en Santiago el 15 de octubre, ganando por 2-1 con goles de Alexis Sánchez y de Gary Medel mientras que el descuento ecuatoriano fue de Felipe Caicedo. El partido terminó con los dos clasificados, haciendo una hazaña de clasificar a 2 mundiales seguidamente.

### Tabla de posiciones
| Equipo    | Pts. | PJ | PG | PE | PP | GF | GC | Dif. |
| --------- | ---- | -- | -- | -- | -- | -- | -- | ---- |
| Argentina | 32   | 16 | 9  | 5  | 2  | 35 | 15 | 20   |
| Colombia  | 30   | 16 | 9  | 3  | 4  | 27 | 13 | 14   |
| Chile     | 28   | 16 | 9  | 1  | 6  | 29 | 25 | 4    |
| Ecuador   | 25   | 16 | 7  | 4  | 5  | 20 | 16 | 4    |
| Uruguay   | 25   | 16 | 7  | 4  | 5  | 25 | 25 | 0    |
| Venezuela | 20   | 16 | 5  | 5  | 6  | 14 | 20 | -6   |
| Perú      | 15   | 16 | 4  | 3  | 9  | 17 | 26 | -9   |
| Bolivia   | 12   | 16 | 2  | 6  | 8  | 17 | 30 | -13  |
| Paraguay  | 12   | 16 | 3  | 3  | 10 | 17 | 31 | -14  |

|  | Clasificado directamente para la Copa Mundial de Fútbol de 2014.                      |
|  | Clasificado al Mundial 2014 al ganar la repesca frente a su similar de AFC, Jordania. |
|  | Eliminado.                                                                            |

#### Evolución de posiciones
| País/Fecha | 1  | 2  | 3  | 4  | 5  | 6  | 7  | 8  | 9  | 10 | 11 | 12 | 13 | 14 | 15 | 16 | 17 | 18 |
| ---------- | -- | -- | -- | -- | -- | -- | -- | -- | -- | -- | -- | -- | -- | -- | -- | -- | -- | -- |
| Argentina  | 1° | 2° | 2° | 2° | 1° | 3° | 1° | 1° | 1° | 1° | 1° | 1° | 1° | 1° | 1° | 1° | 1° | 1° |
| Colombia   | 5° | 4° | 3° | 6° | 5° | 6° | 5° | 2° | 2° | 3° | 2° | 3° | 2° | 2° | 2° | 2° | 2° | 2° |
| Chile      | 9° | 6° | 8° | 5° | 2° | 1° | 2° | 5° | 5° | 6° | 6° | 4° | 4° | 4° | 3° | 3° | 4° | 3° |
| Ecuador    | 3° | 3° | 6° | 4° | 6° | 4° | 3° | 3° | 3° | 2° | 3° | 2° | 3° | 3° | 4° | 4° | 3° | 4° |
| Uruguay    | 2° | 1° | 1° | 1° | 3° | 2° | 4° | 4° | 4° | 5° | 4° | 6° | 7° | 5° | 5° | 5° | 5° | 5° |
| Venezuela  | 7° | 7° | 5° | 3° | 4° | 5° | 6° | 6° | 6° | 4° | 5° | 5° | 5° | 6° | 6° | 6° | 6° | 6° |
| Perú       | 3° | 5° | 7° | 8° | 8° | 9° | 7° | 7° | 7° | 8° | 7° | 7° | 6° | 7° | 7° | 7° | 7° | 7° |
| Bolivia    | 6° | 9° | 9° | 9° | 9° | 7° | 8° | 8° | 8° | 7° | 8° | 8° | 8° | 8° | 9° | 8° | 9° | 8° |
| Paraguay   | 7° | 8° | 4° | 7° | 7° | 8° | 9° | 9° | 9° | 9° | 9° | 9° | 9° | 9° | 8° | 9° | 8° | 9° |

| País libre | Bandera de Colombia | Bandera de Ecuador | Bandera de Perú | Bandera de Uruguay | Bandera de Paraguay | Bandera de Argentina | Bandera de Chile | Bandera de Bolivia | Bandera de Venezuela | Bandera de Colombia | Bandera de Ecuador | Bandera de Perú | Bandera de Uruguay | Bandera de Paraguay | Bandera de Argentina | Bandera de Chile | Bandera de Bolivia | Bandera de Venezuela |
| ---------- | ------------------- | ------------------ | --------------- | ------------------ | ------------------- | -------------------- | ---------------- | ------------------ | -------------------- | ------------------- | ------------------ | --------------- | ------------------ | ------------------- | -------------------- | ---------------- | ------------------ | -------------------- |

### Puntos obtenidos contra cada selección durante las eliminatorias
La siguiente es una tabla detallada de los 28 puntos obtenidos contra cada una de las 8 selecciones que enfrentó la selección chilena durante las eliminatorias. 
| VS        | Bandera de Argentina | Bandera de Bolivia | Bandera de Colombia | Bandera de Ecuador | Bandera de Paraguay | Bandera de Perú | Bandera de Uruguay | Bandera de Venezuela | Total |
| --------- | -------------------- | ------------------ | ------------------- | ------------------ | ------------------- | --------------- | ------------------ | -------------------- | ----- |
| Local     | 0                    | 3                  | 0                   | 3                  | 3                   | 3               | 3                  | 3                    | 18    |
| Visitante | 0                    | 3                  | 1                   | 0                  | 3                   | 0               | 0                  | 3                    | 10    |
| Total     | 0                    | 6                  | 1                   | 3                  | 6                   | 3               | 3                  | 6                    | 28    |

## Partidos

### Primera vuelta
| 7 de octubre de 2011, 20:00 (UTC−3) | Argentina                        | 4:1 (2:0) | Chile            | Estadio Monumental, Buenos Aires                          |                                                           |
|                                     | Higuaín 7', 52', 63' · Messi 25' | Reporte   | M. Fernández 59' | Asistencia: 26 161 espectadores Árbitro(s): Wilmar Roldán | Asistencia: 26 161 espectadores Árbitro(s): Wilmar Roldán |

| 11 de octubre de 2011, 19:45 (UTC−3) | Chile                                                | 4:2 (2:0) | Perú                     | Estadio Monumental, Santiago                            |                                                         |
|                                      | Ponce 1' · Vargas 17' · Medel 47' · Suazo 63' (pen.) | Reporte   | Pizarro 49' · Farfán 59' | Asistencia: 39 000 espectadores Árbitro(s): Raúl Orosco | Asistencia: 39 000 espectadores Árbitro(s): Raúl Orosco |

| 11 de noviembre de 2011, 20:00 (UTC−2) | Uruguay                   | 4:0 (2:0) | Chile | Estadio Centenario, Montevideo                              |                                                             |
|                                        | Suárez 41', 45', 67', 73' | Reporte   |       | Asistencia: 40 500 espectadores Árbitro(s): Héctor Baldassi | Asistencia: 40 500 espectadores Árbitro(s): Héctor Baldassi |

| 15 de noviembre de 2011, 20:30 (UTC-3) | Chile                           | 2:0 (1:0) | Paraguay | Estadio Nacional, Santiago                              |                                                         |
|                                        | Contreras 27' · Campos Toro 85' | Reporte   |          | Asistencia: 44 726 espectadores Árbitro(s): Héber Lopes | Asistencia: 44 726 espectadores Árbitro(s): Héber Lopes |

| 2 de junio de 2012, 16:10 (UTC-4) | Bolivia | 0:2 (0:1) | Chile                      | Estadio Hernando Siles, La Paz                               |                                                              |
|                                   |         | Reporte   | Aránguiz 45+2' · Vidal 82' | Asistencia: 34 389 espectadores Árbitro(s): Alfredo Intriago | Asistencia: 34 389 espectadores Árbitro(s): Alfredo Intriago |

| 9 de junio de 2012, 18:05 (UTC-4:30) | Venezuela | 0:2 (0:0) | Chile                             | Estadio José Antonio Anzoátegui, Puerto La Cruz               |                                                               |
|                                      |           | Reporte   | M. Fernández 85' · Aránguiz 90+1' | Asistencia: 40 000 espectadores Árbitro(s): Hernando Buitrago | Asistencia: 40 000 espectadores Árbitro(s): Hernando Buitrago |

| 11 de septiembre de 2012 , 16:00 (UTC−3) | Chile            | 1:3 (1:0) | Colombia                                      | Estadio Monumental, Santiago                                |                                                             |
|                                          | M. Fernández 41' | Reporte   | J. Rodríguez 58' · Falcao 73' · Gutiérrez 76' | Asistencia: 39 000 espectadores Árbitro(s): Víctor Carrillo | Asistencia: 39 000 espectadores Árbitro(s): Víctor Carrillo |

| 12 de octubre de 2012, 16:20 (UTC−5) | Ecuador                           | 3:1 (1:1) | Chile              | Estadio Olímpico Atahualpa, Quito                       |                                                         |
|                                      | Caicedo 33', 56' · Castillo 90+3' | Reporte   | Paredes 25' (a.g.) | Asistencia: 35 600 espectadores Árbitro(s): Heber Lopes | Asistencia: 35 600 espectadores Árbitro(s): Heber Lopes |

### Segunda vuelta
| 16 de octubre de 2012, 21:15 (UTC−3) | Chile           | 1:2 (0:2) | Argentina               | Estadio Nacional, Santiago                                |                                                           |
|                                      | Gutiérrez 90+1' | Reporte   | Messi 28' · Higuaín 31' | Asistencia: 45.000 espectadores Árbitro(s): Antonio Arias | Asistencia: 45.000 espectadores Árbitro(s): Antonio Arias |

| 22 de marzo de 2013, 21:10 (UTC−5) | Perú       | 1:0 (0:0) | Chile | Estadio Nacional, Lima                                 |                                                        |
|                                    | Farfán 87' | Reporte   |       | Asistencia: 43.000 espectadores Árbitro(s): Diego Abal | Asistencia: 43.000 espectadores Árbitro(s): Diego Abal |

| 26 de marzo de 2013, 20:30 (UTC-3) | Chile                    | 2:0 (1:0) | Uruguay | Estadio Nacional, Santiago                                |                                                           |
|                                    | Paredes 10' · Vargas 78' | Reporte   |         | Asistencia: 43.816 espectadores Árbitro(s): Néstor Pitana | Asistencia: 43.816 espectadores Árbitro(s): Néstor Pitana |

| 7 de junio de 2013 , 20:10 (UTC–4) | Paraguay       | 1:2 (0:1) | Chile                  | Estadio Defensores del Chaco, Asunción                     |                                                            |
|                                    | Santa Cruz 87' | Reporte   | Vargas 41' · Vidal 56' | Asistencia: 30.000 espectadores Árbitro(s): Leandro Vuaden | Asistencia: 30.000 espectadores Árbitro(s): Leandro Vuaden |

| 11 de junio de 2013, 20:00 (UTC–4) | Chile                                  | 3:1 (2:1) | Bolivia     | Estadio Nacional, Santiago                                |                                                           |
|                                    | Vargas 17' · Sánchez 18' · Vidal 90+2' | Reporte   | Martins 32' | Asistencia: 45.000 espectadores Árbitro(s): Darío Ubriaco | Asistencia: 45.000 espectadores Árbitro(s): Darío Ubriaco |

| 6 de septiembre de 2013, 20:30 (UTC–4) | Chile                                 | 3:0 (2:0) | Venezuela | Estadio Nacional de Chile, Santiago                      |                                                          |
|                                        | Vargas 10' · González 30' · Vidal 85' | Reporte   |           | Asistencia: 46.500 espectadores Árbitro(s): Sandro Ricci | Asistencia: 46.500 espectadores Árbitro(s): Sandro Ricci |

| 11 de octubre de 2013, 16:30 (UTC–5) | Colombia                                      | 3:3 (0:3) | Chile                               | Estadio Metropolitano Roberto Melendez, Barranquilla                |                                                                     |
|                                      | Gutiérrez 69' · Falcao 75' (pen.), 84' (pen.) | Reporte   | Vidal 19' (pen.) · Sánchez 22', 29' | Asistencia: 50.000 espectadores Árbitro(s): Paulo César de Oliveira | Asistencia: 50.000 espectadores Árbitro(s): Paulo César de Oliveira |

| 15 de octubre de 2013, 19:30 (UTC–4) | Chile                   | 2:1 (2:0) | Ecuador     | Estadio Nacional, Santiago                                |                                                           |
|                                      | Sánchez 33' · Medel 37' | Reporte   | Caicedo 66' | Asistencia: 47.458 espectadores Árbitro(s): Leandro Pedro | Asistencia: 47.458 espectadores Árbitro(s): Leandro Pedro |

### Goleadores
Los goleadores de la Selección Chilena durante las Clasificatorias a Brasil 2014 fueron Arturo Vidal y Eduardo Vargas con 5 anotaciones.
| Jugador            | Club                             | Goles |
| ------------------ | -------------------------------- | ----- |
| Arturo Vidal       | Juventus                         | 5     |
| Eduardo Vargas     | Gremio Foot-Ball Porto Alegrense | 5     |
| Alexis Sánchez     | FC Barcelona                     | 4     |
| Matías Fernández   | Fiorentina                       | 3     |
| Charles Aránguiz   | Club Universidad de Chile        | 2     |
| Gary Medel         | Cardiff City                     | 2     |
| Matías Campos Toro | Audax Italiano                   | 1     |
| Felipe Gutiérrez   | FC Twente                        | 1     |
| Waldo Ponce        | Club de Futbol Cruz Azul         | 1     |
| Esteban Paredes    | Atlante Fútbol Club              | 1     |
| Humberto Suazo     | Club de Fútbol Monterrey         | 1     |
| Pablo Contreras    | Olympiakos                       | 1     |
| Marcos González    | Clube de Regatas do Flamengo     | 1     |

### Asistencias
Jorge Valdivia y Alexis Sánchez fueron los jugadores con más asistencias de Chile durante las Clasificatorias a Brasil 2014 con 4 cada uno.
| Jugador          | Club                             | Asistencias |
| ---------------- | -------------------------------- | ----------- |
| Jorge Valdivia   | SE Palmeiras                     | 4           |
| Alexis Sánchez   | FC Barcelona                     | 4           |
| Eugenio Mena     | Santos Futebol Clube             | 2           |
| Jean Beausejour  | Wigan Athletic FC                | 1           |
| Eduardo Vargas   | Gremio Foot Ball Porto Alegrense | 1           |
| Arturo Vidal     | Juventus                         | 1           |
| Marcelo Díaz     | FC Basel                         | 1           |
| Sebastián Pinto  | Bursaspor                        | 1           |
| Matías Fernández | Fiorentina                       | 1           |
| Mauricio Isla    | Juventus                         | 1           |
| Marcos González  | Clube de Regatas do Flamengo     | 1           |

### Figuras del partido
| Jugador          | Selección | JDP |
| ---------------- | --------- | --- |
| Alexis Sánchez   | Chile     | 3   |
| Matías Fernández | Chile     | 2   |
| Gary Medel       | Chile     | 1   |
| Claudio Bravo    | Chile     | 1   |
| Esteban Paredes  | Chile     | 1   |
| Arturo Vidal     | Chile     | 1   |
| Eduardo Vargas   | Chile     | 1   |

### Detalles de participación
En este apartado se encuentran, en detalle, los jugadores que fueron convocados (tanto los que jugaron como fueron alternativas) para disputar los duelos eliminatorios camino a Brasil 2014 con la camiseta de la selección chilena:
| Dorsal (es)         | Pos.           | Jugador                          | Convocatorias | Equipo (s)                                                                    | PJ (T/S)  | Minutos jugados | Goles anotados | Asistencias | Tarjetas Amarillas | Doble tarjeta amarilla y tarjeta roja | Tarjetas roja directa |
| ------------------- | -------------- | -------------------------------- | ------------- | ----------------------------------------------------------------------------- | --------- | --------------- | -------------- | ----------- | ------------------ | ------------------------------------- | --------------------- |
| 1                   | Guardameta     | Claudio Bravo                    | 8             | Real Sociedad (2011-2013)                                                     | 14 (14/0) | 1.260'          | 0              | 0           | 1                  | 0                                     | 0                     |
| 1, 12               | Guardameta     | Miguel Pinto                     | 7             | Atlas (2011-2013)                                                             | 2 (2/0)   | 180'            | 0              | 0           | 1                  | 0                                     | 0                     |
| 12, 23              | Guardameta     | Cristopher Toselli (Suplente)    | 6             | Universidad Católica (2011-2013)                                              | 0 (0/0)   | 0'              | 0              | 0           | 0                  | 0                                     | 0                     |
| 23                  | Guardameta     | Luis Marín (Suplente)            | 1             | O'Higgins (2011)                                                              | 0 (0/0)   | 0'              | 0              | 0           | 0                  | 0                                     | 0                     |
| 23                  | Guardameta     | Nicolás Peric (Suplente)         | 1             | Rangers (2012)                                                                | 0 (0/0)   | 0'              | 0              | 0           | 0                  | 0                                     | 0                     |
| 23                  | Guardameta     | Johnny Herrera (Suplente)        | 3             | Universidad de Chile (2013)                                                   | 0 (0/0)   | 0'              | 0              | 0           | 0                  | 0                                     | 0                     |
| 23                  | Guardameta     | Paulo Garcés (Suplente)          | 1             | O'Higgins (2013)                                                              | 0 (0/0)   | 0'              | 0              | 0           | 0                  | 0                                     | 0                     |
| 18                  | Defensa        | Gonzalo Jara                     | 7             | West Bromwich Albion (2011-2012) Nottingham Forest (2013)                     | 8 (7/1)   | 666'            | 0              | 0           | 3                  | 0                                     | 0                     |
| 3                   | Defensa        | Waldo Ponce                      | 2             | Cruz Azul (2011)                                                              | 4 (4/0)   | 360'            | 1              | 0           | 0                  | 0                                     | 0                     |
| 4                   | Defensa        | Mauricio Isla                    | 8             | Udinese (2011-2012) Juventus (2012-2013)                                      | 13 (13/0) | 1.105'          | 0              | 1           | 3                  | 0                                     | 0                     |
| 3, 5, 21            | Defensa        | Marcos González                  | 9             | Universidad de Chile (2011) Flamengo (2012-2013)                              | 13 (10/3) | 1.101'          | 1              | 1           | 0                  | 0                                     | 0                     |
| 17                  | Defensa        | Gary Medel                       | 8             | Sevilla (2011-2013) Cardiff City (2013)                                       | 12 (12/0) | 1.026'          | 2              | 0           | 1                  | 0                                     | 1                     |
| 5                   | Defensa        | Pablo Contreras                  | 4             | PAOK Salónica (2011) Colo Colo (2012) Olympiakos (2012)                       | 5 (5/0)   | 388'            | 1              | 0           | 3                  | 1                                     | 0                     |
| 6, 13               | Defensa        | José Rojas                       | 6             | Universidad de Chile (2011-2013)                                              | 7 (6/1)   | 517'            | 0              | 0           | 0                  | 0                                     | 0                     |
| 2, 15               | Defensa        | Eugenio Mena                     | 7             | Universidad de Chile (2011-2013) Santos (2013)                                | 10 (10/0) | 885'            | 0              | 2           | 2                  | 0                                     | 0                     |
| 6, 18               | Defensa        | Osvaldo González                 | 3             | Universidad de Chile (2011-2012)                                              | 3 (3/0)   | 270'            | 0              | 0           | 2                  | 0                                     | 0                     |
| 2, 5, 17            | Defensa        | Christian Vilches (Suplente)     | 3             | Colo-Colo (2011-2012)                                                         | 0 (0/0)   | 0'              | 0              | 0           | 0                  | 0                                     | 0                     |
| 4                   | Defensa        | Luis Casanova (Suplente)         | 1             | O'Higgins (2012)                                                              | 0 (0/0)   | 0'              | 0              | 0           | 0                  | 0                                     | 0                     |
| 11                  | Defensa        | Lucas Domínguez (Suplente)       | 1             | Audax Italiano (2012)                                                         | 0 (0/0)   | 0'              | 0              | 0           | 0                  | 0                                     | 0                     |
| 5                   | Defensa        | Carlos Labrín (Suplente)         | 1             | Palermo (2012)                                                                | 0 (0/0)   | 0'              | 0              | 0           | 0                  | 0                                     | 0                     |
| 13                  | Defensa        | Hans Martínez (Suplente)         | 2             | Universidad Católica (2012)                                                   | 0 (0/0)   | 0'              | 0              | 0           | 0                  | 0                                     | 0                     |
| 20                  | Defensa        | Yerson Opazo (Suplente)          | 2             | O'Higgins (2012)                                                              | 0 (0/0)   | 0'              | 0              | 0           | 0                  | 0                                     | 0                     |
| 6                   | Defensa        | Álvaro Ormeño (Suplente)         | 1             | Colo-Colo (2012)                                                              | 0 (0/0)   | 0'              | 0              | 0           | 0                  | 0                                     | 0                     |
| 16, 21              | Defensa        | Albert Acevedo (Suplente)        | 1             | O'Higgins (2013)                                                              | 0 (0/0)   | 0'              | 0              | 0           | 0                  | 0                                     | 0                     |
| 4, 15               | Defensa        | Cristián Álvarez (Suplente)      | 1             | Universidad Católica (2013)                                                   | 0 (0/0)   | 0'              | 0              | 0           | 0                  | 0                                     | 0                     |
| 8                   | Centrocampista | Arturo Vidal                     | 7             | Juventus (2011-2013)                                                          | 11 (11/0) | 986'            | 5              | 1           | 1                  | 0                                     | 1                     |
| 6                   | Centrocampista | Carlos Carmona                   | 5             | Atalanta (2011), (2013)                                                       | 5 (3/2)   | 267'            | 0              | 0           | 1                  | 1                                     | 0                     |
| 15                  | Centrocampista | Jean Beausejour                  | 6             | Birmingham City (2011) Wigan (2012-2013)                                      | 10 (6/4)  | 517'            | 0              | 1           | 3                  | 0                                     | 0                     |
| 14                  | Centrocampista | Matías Fernández                 | 9             | Sporting de Lisboa (2011-2012) Fiorentina (2012-2013)                         | 12 (8/4)  | 653'            | 3              | 1           | 0                  | 0                                     | 0                     |
| 10                  | Centrocampista | Jorge Valdivia                   | 3             | Palmeiras (2011), (2013)                                                      | 5 (5/0)   | 403'            | 0              | 4           | 0                  | 0                                     | 0                     |
| 2, 13               | Centrocampista | Felipe Seymour                   | 2             | Genoa (2011-2012)                                                             | 1 (1/0)   | 67'             | 0              | 0           | 0                  | 0                                     | 0                     |
| 16, 20              | Centrocampista | Charles Aránguiz                 | 7             | Universidad de Chile (2011-2013)                                              | 7 (7/0)   | 515'            | 2              | 0           | 2                  | 0                                     | 0                     |
| 19                  | Centrocampista | José Pedro Fuenzalida (Suplente) | 1             | Colo-Colo (2011)                                                              | 0 (0/0)   | 0'              | 0              | 0           | 0                  | 0                                     | 0                     |
| 10, 21              | Centrocampista | Cristóbal Jorquera               | 3             | Genoa (2011-2012)                                                             | 1 (0/1)   | 9'              | 0              | 0           | 0                  | 0                                     | 0                     |
| 5, 22               | Centrocampista | Francisco Silva                  | 5             | Universidad Católica (2011) Osasuna (2013)                                    | 2 (0/2)   | 57'             | 0              | 0           | 1                  | 0                                     | 0                     |
| 13, 21              | Centrocampista | Marcelo Díaz                     | 8             | Universidad de Chile (2011-2012) Basilea (2012-2013)                          | 11 (11/0) | 961'            | 0              | 1           | 3                  | 0                                     | 0                     |
| 10                  | Centrocampista | Milovan Mirosevic                | 1             | Universidad Católica (2011)                                                   | 2 (0/2)   | 32'             | 0              | 0           | 0                  | 0                                     | 0                     |
| 6, 9, 10 15, 20, 21 | Centrocampista | Felipe Gutiérrez                 | 5             | Universidad Católica (2011) Twente (2012-2013)                                | 0 (0/2)   | 21'             | 1              | 0           | 1                  | 0                                     | 0                     |
| 8                   | Centrocampista | Fernando Meneses (Suplente)      | 1             | Universidad Católica (2011)                                                   | 0 (0/0)   | 0'              | 0              | 0           | 0                  | 0                                     | 0                     |
| 2, 8                | Centrocampista | Braulio Leal                     | 3             | Unión Española (2012)                                                         | 1 (0/1)   | 2'              | 0              | 0           | 0                  | 0                                     | 0                     |
| 6, 17               | Centrocampista | Luis Pedro Figueroa              | 2             | O'Higgins (2012)                                                              | 2 (0/2)   | 42'             | 0              | 0           | 0                  | 0                                     | 0                     |
| 22                  | Centrocampista | Manuel Iturra (Suplente)         | 1             | Málaga (2012)                                                                 | 0 (0/0)   | 0'              | 0              | 0           | 0                  | 0                                     | 0                     |
| 11                  | Centrocampista | Mark González                    | 2             | CSKA Moscú (2012-2013)                                                        | 2 (1/1)   | 97'             | 0              | 0           | 0                  | 0                                     | 0                     |
| 8                   | Centrocampista | Rodrigo Millar (Suplente)        | 1             | Atlas (2013)                                                                  | 0 (0/0)   | 0'              | 0              | 0           | 0                  | 0                                     | 0                     |
| 16                  | Centrocampista | Sebastián Martínez (Suplente)    | 1             | Universidad de Chile (2013)                                                   | 0 (0/0)   | 0'              | 0              | 0           | 0                  | 0                                     | 0                     |
| 7, 16               | Centrocampista | David Pizarro                    | 3             | Fiorentina (2013)                                                             | 2 (1/1)   | 122'            | 0              | 0           | 0                  | 0                                     | 0                     |
| 13                  | Centrocampista | Bryan Rabello (Suplente)         | 1             | Sevilla (2013)                                                                | 0 (0/0)   | 0'              | 0              | 0           | 0                  | 0                                     | 0                     |
| 9                   | Delantero      | Humberto Suazo                   | 5             | Monterrey (2011-2013)                                                         | 7 (7/0)   | 524'            | 1              | 0           | 2                  | 0                                     | 0                     |
| 11, 22              | Delantero      | Mauricio Pinilla                 | 3             | Palermo (2011) Cagliari (2012-2013)                                           | 3 (1/2)   | 63'             | 0              | 0           | 1                  | 0                                     | 0                     |
| 7, 20, 22           | Delantero      | Matías Campos Toro               | 4             | Audax Italiano (2011) Universidad Católica (2012) Siena (2012)                | 1 (1/1)   | 109'            | 1              | 0           | 0                  | 0                                     | 0                     |
| 9, 11 17, 19        | Delantero      | Eduardo Vargas                   | 8             | Universidad de Chile (2011) Napoli (2012) Gremio (2013)                       | 14 (10/4) | 907'            | 5              | 1           | 1                  | 0                                     | 0                     |
| 7, 10               | Delantero      | Alexis Sánchez                   | 8             | Barcelona (2011-2013)                                                         | 12 (12/0) | 1.072'          | 4              | 4           | 3                  | 0                                     | 0                     |
| 22                  | Delantero      | Esteban Paredes                  | 4             | Colo Colo (2011) Atlante (2013)                                               | 6 (3/3)   | 251'            | 1              | 0           | 0                  | 0                                     | 0                     |
| 20                  | Delantero      | Carlos Muñoz (Suplente)          | 1             | Colo Colo (2011)                                                              | 0 (0/0)   | 0'              | 0              | 0           | 0                  | 0                                     | 0                     |
| 19                  | Delantero      | Gustavo Canales                  | 1             | Universidad de Chile (2011)                                                   | 1 (0/1)   | 18'             | 0              | 0           | 0                  | 0                                     | 0                     |
| 16                  | Delantero      | Sebastián Pinto                  | 4             | Bursaspor (2012-2013)                                                         | 4 (1/3)   | 86'             | 0              | 1           | 0                  | 0                                     | 0                     |
| 18                  | Delantero      | Edson Puch (Suplente)            | 1             | Deportes Iquique (2012)                                                       | 0 (0/0)   | 0'              | 0              | 0           | 0                  | 0                                     | 0                     |
| 9, 19               | Delantero      | Junior Fernandes                 | 6             | Universidad de Chile (2012) Bayer Leverkusen (2012-2013) Dinamo Zagreb (2013) | 3 (0/3)   | 68'             | 0              | 0           | 0                  | 0                                     | 0                     |
| 10                  | Delantero      | Nicolás Castillo                 | 1             | Universidad Católica (2013)                                                   | 1 (0/1)   | 20'             | 0              | 0           | 0                  | 0                                     | 0                     |
| 19                  | Delantero      | Fabián Orellana                  | 1             | Celta de Vigo (2013)                                                          | 0 (0/0)   | 0'              | 0              | 0           | 0                  | 0                                     | 0                     |
| 7, 22               | Delantero      | Ángelo Henríquez                 | 2             | Wigan (2013) Real Zaragoza (2013)                                             | 0 (0/1)   | 7'              | 0              | 0           | 0                  | 0                                     | 0                     |

## Resultado final
| Chile             |
| Clasificado       |
|                   |
| 9.° participación |